# Puerto Tirol

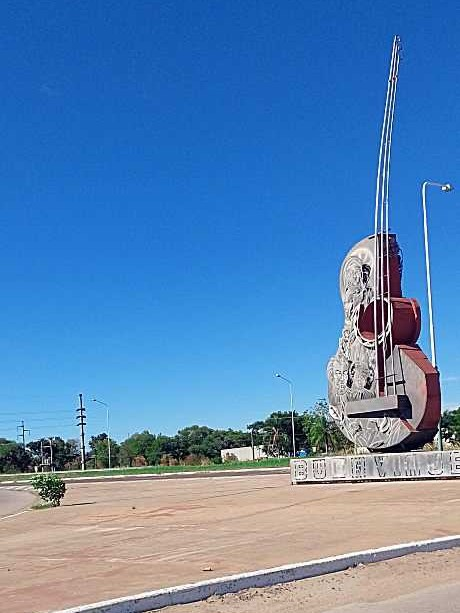
A escultura "Guitarra", que fica na província de Chaco, na Argentina

Puerto Tirol é uma cidade da Argentina, localizada na província de Chaco.